# Estación de La Catalana
La Catalana es una estación de las líneas T5 y T6 del Trambesòs situada sobre la calle de Cristòfol de Moura al lado del barrio de la Catalana de San Adrián del Besós. Esta estación se inauguró el 5 de mayo de 2007 con la llegada de la T5, y desde el 15 de junio de 2008 también prestaba servicio la T6 hasta el 20 de febrero de 2012.
| << cabecera                 | < estación     | línea | estación >         | cabecera >> |
| --------------------------- | -------------- | ----- | ------------------ | ----------- |
| Ciutadella \| Vila Olímpica | Parc del Besòs |       | Sant Joan Baptista | Gorg        |

- Datos: Q8779943